# Финкенбах-Герсвайлер
Финкенбах-Герсвайлер (нем. Finkenbach-Gersweiler) — община в Германии, в земле Рейнланд-Пфальц. 
Входит в состав района Доннерсберг. Подчиняется управлению Альзенц-Обермошель.  Население составляет 321 человек (на 31 декабря 2010 года). Занимает площадь 7,73 км².